# 开尔文滴水起电机
开尔文滴水起电机是一种静电起电机，於1867年由英国科学家开尔文爵士威廉·汤姆森发明。开尔文将这种装置用于他的滴水冷凝器。该装置有时也被称为开尔文水力发电机、开尔文静电发生器或开尔文爵士的雷电。这个装置通过静电感应，用滴落的水滴，在一个互相关联的、带相反电荷的系统中产生电压差。它唯一的用途就是在物理教学中演示静电的原理。

## 描述
一个典型的装置如图所示。盛有导电液体（如水或其他）的容器下有两个洞或管子，产生两条水流。每条水流穿过导电环但不与之接触，然后落入两个容器中的一个。两个桶必须和彼此及对地面绝缘。同样，也必须将导电环与彼此及周围的环境电气隔离。左边的环要电气（有线）连接到右边的桶，右边的环也要连接到左边的桶。在水流落入容器前，必须确保将其打散成水滴。一般容器是导电的，例如金属水桶。

## 工作原理

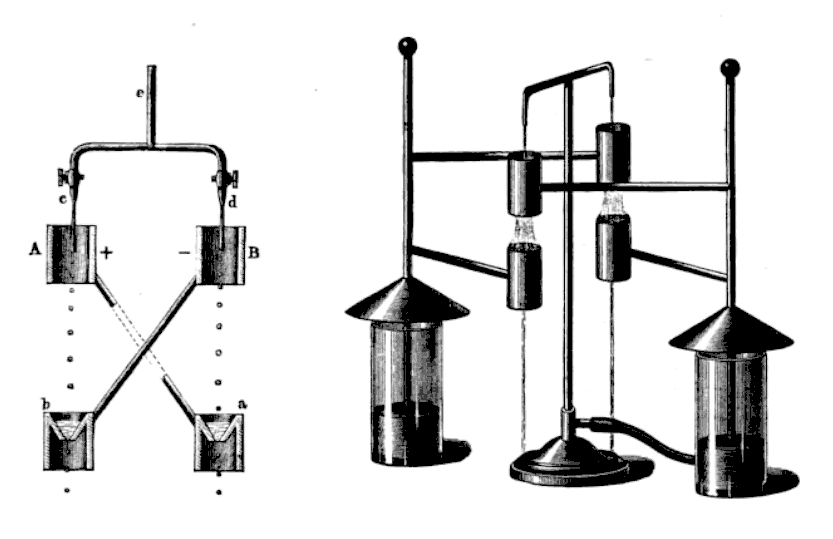
这张图出现在许多早期的教科书中，可能就是它的原始样式。水滴滴落下通过充电电极，然后落入金属漏斗中收集电荷并让水流出，而不是落入桶中。装置配备了莱顿瓶（圆柱形物体）以存储电荷

两个桶中，无论哪个桶带有多微小的电荷，都足以开始充电过程。因此，不妨假设右桶具有微小的正电荷。现在，因为左环也连接到了右桶，它也具有了一定的正电荷。由于（库仑）静电引力，左环上的电荷会吸引水中的负电荷（离子）到左边的水流中来。当左边的水流滴落时，水滴会携带负电荷。当携带负电荷的水滴落入（左）桶中时，就会将电荷传到水桶及与它相连的（右）环上。
一旦右边的环具有了负电荷，它就会吸引正电荷到右边的水流中。当水流滴落时，水滴会携带正电荷到带正电荷的桶中，使得桶中的正电荷更多。
因此，正电荷被环吸引到右边的水流中，并滴入带正电的右桶中。负电荷被吸引到左边的水流中，并滴入带负电荷的左桶中。这个正向反馈过程使每个桶和环不断积累电荷。电荷越多，静电感应作用就越强。在这个诱导的过程中，水流中的电流以正或负离子的形式流过。在通过环到达容器之间，水滴的破裂就会将离子从水箱中带走。如当水接近带负电的右环时，任何自由电子都可以很容易地逆水流逃至左侧。
最终，当两个桶的电荷升高后，就可以看到一些不同的现象。电火花可能瞬间在桶或环之间产生，以降低每个桶上的电荷。如果有水源源不断地流过环，并且不在环的正中间，由于库仑定律中异性电荷相吸，就可以观察到在电火花放电前，水流发生偏转。
随着电荷的增加，由于水流中净电荷的自身排斥，平稳的水流可能会分出许多分叉。如果水流在环的附近破碎为水滴，水滴可能会被吸引到足以碰到环，将其上所带电荷传到带相反电荷的环，从而减少系统另一侧的电荷。同样在这种情况下。桶产生的静电力将会阻止水滴落下，并可能使水滴飞溅远离桶。这些现象都会限制装置能达到的电压极限。设备可产生的电压范围在几千伏之内，但电荷量非常少，所以这并不比人在地毯上摩擦脚而产生的静电放电要危险。
电荷的分离和电能的积聚最终是来源于水落下所释放的重力势能。落下的带电水滴对带同种电荷的容器做了电功，将重力势能转化为电势能，再加上动生的动能。当水滴落在桶中时，大部分能量都转化为内能而耗散掉了，因此作为发电机，开尔文滴水起电机的效率非常低。

## 细节

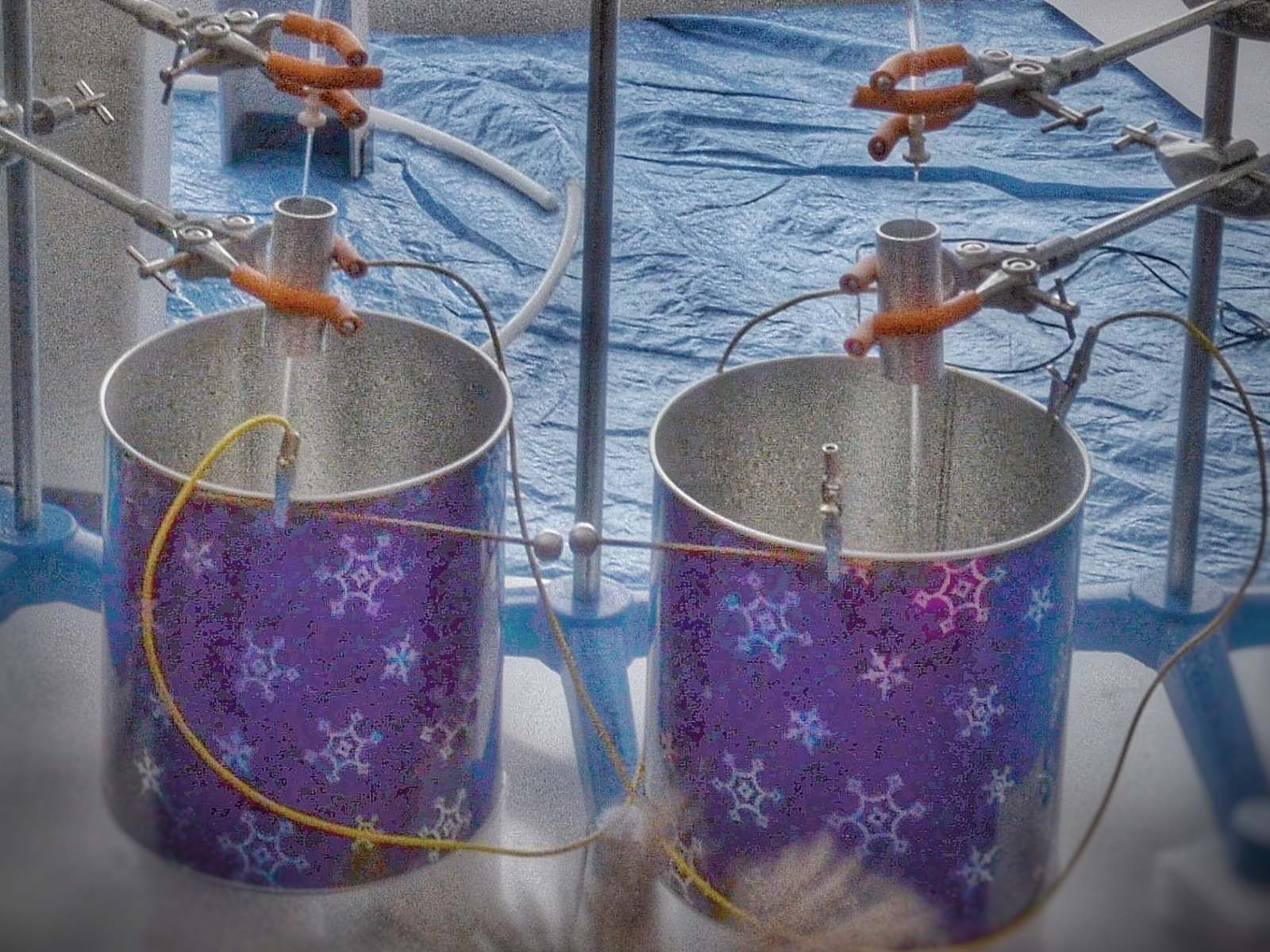
2014年剑桥科技节上的开尔文滴水起电机

如果桶是金属导体，那么其中的电荷就会驻留在金属的外侧，而不是水中。这是电感应过程的一部分，其中原理与“法拉第冰桶”相似。同时，滴水起电机中将少量的电荷转移至带较多净电荷的大金属物体的想法，与范德格拉夫起电机中这么做的物理原理相同。
上述讨论的前提是落下的是带点的液滴。然而在连续水流的情况下，感应充电效应也能发生。这是因为在水流接触环之前，电荷的流动和分离就已经发生，因此当水通过环时，水上已经带上了净电荷。当水滴形成时，在重力拉着它朝向带同种电荷的容器时，一些净电荷被困于其中。
当容器为金属时，可以将电线连接到金属上。否则，每根电线的容器端必须浸入水中。后一种情况下电荷驻留在水中，而不是容器的外表面上。
也可以将装置增加到两条以上的水滴流。
在2013年，一个来自荷兰屯特大学的联合小组制造了一个微型版本的开尔文滴水起电机，能够使用气动力而不是重力来产生电压充电，并能使微米大小的水滴变形破碎。